# Bathythrix kuwanae
Bathythrix kuwanae är en stekelart som beskrevs av Henry Lorenz Viereck 1912. Bathythrix kuwanae ingår i släktet Bathythrix och familjen brokparasitsteklar. Inga underarter finns listade.